# Steve Kilbey

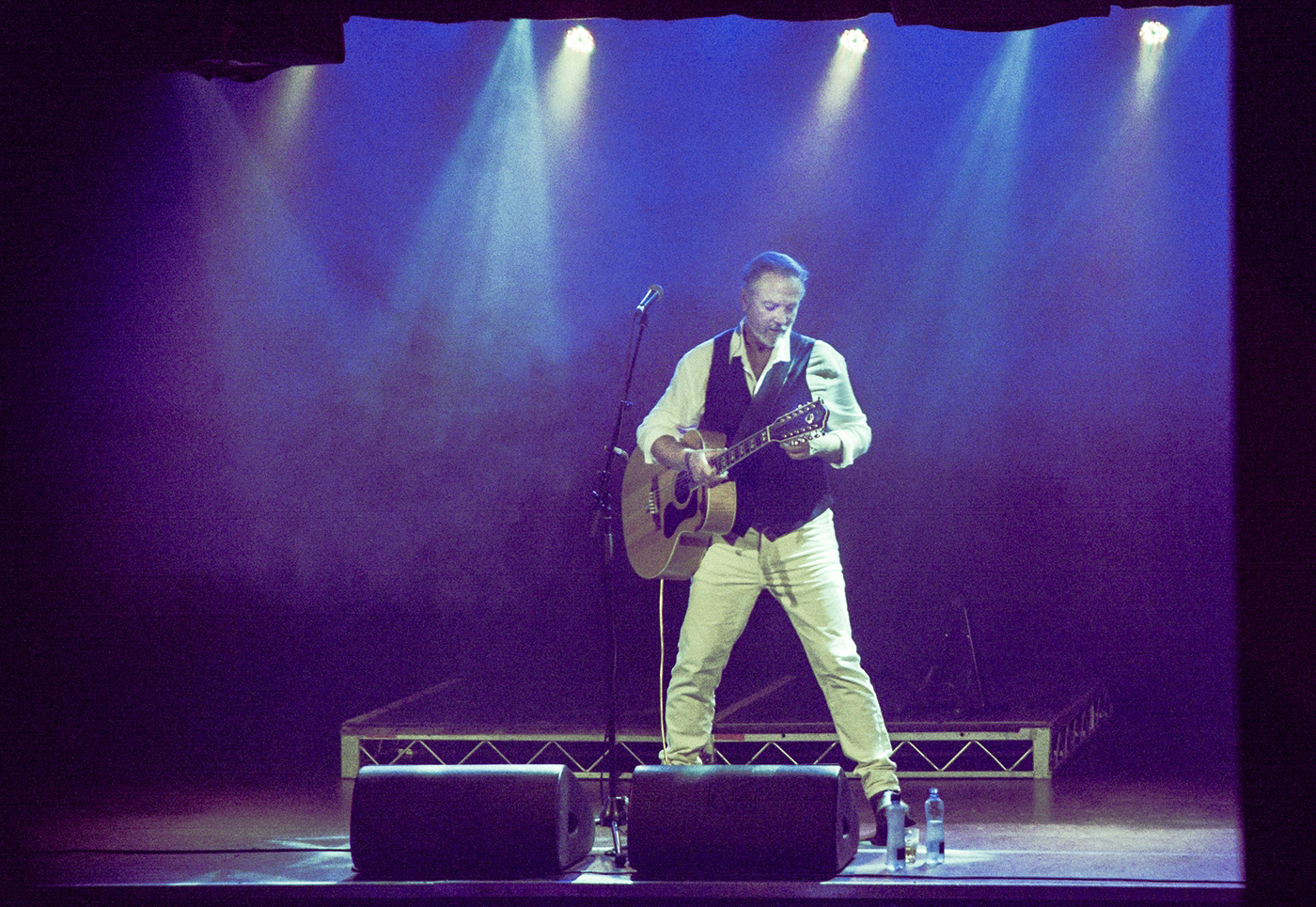
Steve Kilbey (2020)

Steven John Kilbey (* 13. September 1954 in Welwyn Garden City, England) ist ein anglo-australischer Musiker, Sänger, Songwriter, Dichter und Maler. Er ist Gründer und Frontmann der Psychedelic-Rock-Band The Church.

## Leben
Steve Kilbey wurde 1954 in England geboren. 1957 verließ die Familie England und schiffte sich nach Australien ein. Kilbey wuchs in Wollongong und Canberra auf. Mit 10 Jahren fing er an, erste Songs zu schreiben. Er begann eine klassische Klavierausbildung, die aber an seiner Vorliebe für kontemporäre Rockmusik scheiterte. Mit 16 Jahren startete er seine musikalische Karriere als Bassist in verschiedenen Glam-Rock-Bands, darunter Baby Grande und Limazine. Bekannt wurde er als Sänger, Bassist und Texter der australischen Psychedelic-Rock-Band The Church, die er 1980 mit den Gitarristen Peter Koppes und Marty Willson-Piper und dem Schlagzeuger Nick Ward (bald ersetzt durch Richard Ploog) in Sydney gründete.
Kilbey zitiert als frühe Einflüsse T. Rex, Bob Dylan, David Bowie, Beatles, Rolling Stones, Patti Smith, Velvet Underground, Be-Bop Deluxe, Doctors of Madness, Dylan Thomas, Arthur Rimbaud, Twilight Zone, Science Fiction, Surrealismus, Impressionismus und Futurismus. Seine Stimme fand er durch jahrelanges Experimentieren mit Vierspuraufnahmen. Seine Songs realisierte er ab 1980 vor allem mit The Church, deren erste vier LPs er praktisch allein schrieb.
Nach mehreren Achtungserfolgen gelang The Church mit Under The Milky Way vom Album Starfish 1988 ein internationaler Top 30 Hit. Kilbey hatte den Song mit seiner damaligen Freundin, der schwedischen Musikerin Karin Jansson (Pink Champagne), geschrieben. Seit etwa 1992 wurde seine Karriere von einer stärker werdenden Drogenabhängigkeit überschattet, die u. a. Mitte der 1990er Jahre fast dazu führte, dass die Band auseinanderfiel. Kilbey zog von Australien nach Schweden, wo seine Abhängigkeit einen Höhepunkt erreichte. 1999 wurde er vor einem Konzert von The Church in New York City verhaftet, als er versuchte, auf der Straße Heroin zu kaufen. Das Konzert fand ohne ihn statt. Schließlich wechselte Kilbey, so gut wie bankrott, wieder auf den australischen Kontinent, wo er erfolgreich seine Sucht überwinden konnte.
Neben seiner Arbeit mit The Church veröffentlichte er mehrere Soloalben und wirkte in zahlreichen Kooperationen mit, darunter beim Projekt Hex mit Donnette Thayer (Game Theory) und bei Jack Frost mit Grant McLennan von The Go-Betweens. Auch mit seinen Brüdern Russell und John Kilbey hat er häufiger zusammengearbeitet. Zudem ist er als Produzent und bildender Künstler tätig. Kilbeys grafisches Werk ist stark von Folk Art, Naiver Malerei, psychedelischen Visionen und indischer Kunst beeinflusst. 2005 debütierte er als Schauspieler in einer Inszenierung von William Shakespeares „Der Kaufmann von Venedig“ in der Rolle des Shylock. Im selben Jahr erschien das Album Relax-Edition Two von Blank & Jones, auf dem er mit seiner Stimme zum Stück Revealed beitrug. 2008 brachte Kilbey das Soloalbum Painkiller heraus.
Seit Veröffentlichung des Albums Unseen Music Unheard Words im Jahr 2009 arbeitet Kilbey regelmäßig mit Martin Kennedy von All India Radio zusammen. Ebenfalls 2009 erschien die von Robert Dean Lurie geschriebene Biographie No Certainty Attached – Steve Kilbey and The Church beim US-amerikanischen Verlag Verse Chorus Press. Der Buchtitel ist ein Verweis auf ein gleichnamiges Lied, das sich auf dem Album Hologram Of Baal von The Church befindet. 2010 wurden The Church in die ARIA Hall of Fame aufgenommen; 2011 zog dann auch Kilbey in die Australian Songwriters Hall Of Fame ein. Im selben Jahr wurde das zweite Album mit Martin Kennedy veröffentlicht. Außerdem kooperierte er mit Ricky Maymi von Brian Jonestown Massacre sowie der US-amerikanischen Band Hammock, auf deren EP Asleep In The Downlights er den Song No Agenda sang. 2012 erschien das zweite Album des Seitenprojekts Isidore, das er zusammen mit Jeffrey Cain von Remy Zero betreibt. Im Februar 2013 folgte das Solowerk The Idyllist.
Im November 2014 veröffentlichte Kilbey seine Autobiografie Something Quite Peculiar bei Hardie Grant Books. Nach diversen Kooperationen, darunter drei weitere Alben mit Martin Kennedy und eines zusammen mit Frank Kearns von Cactus World News unter dem Projektnamen Speed of the Stars, erschien Ende November 2018 das Solowerk Sydney Rococo. Auf das nächste Soloalbum Eleven Women im Jahr 2020 folgten wieder verschiedene Kollaborationen mit u. a. Martin Kennedy und Gareth Koch. 2021 arbeitete er erneut mit Glenn Bennie von den Underground Lovers bei dessen Seitenprojekt GB3 zusammen. Das im Februar 2023 veröffentlichte Album The Hypnogogue von The Church ist das erste der Band, bei dem nach 43 Jahren nur Steve Kilbey als einziges Gründungsmitglied verblieben ist.
Steve Kilbey lebt in North Bondi/Australien. Zwei seiner Töchter, Elektra und Miranda Kilbey, bilden das Popduo Say Lou Lou.

## Diskografie

### Solowerke
Alben und EPs
- 1986 Unearthed
- 1987 Earthed
- 1989 The Slow Crack
- 1989 Transaction EP
- 1990 No Such Thing EP
- 1990 Remindlessness
- 1991 Narcosis EP
- 2001 Dabble
- 2008 Painkiller
- 2013 The Idyllist
- 2018 Sydney Rococo
- 2020 Eleven Women

Wiederveröffentlichungen
- 1997 Narcosis+
- 2002 Remindlessness
- 2004 Narcosis + More
- 2004 The Slow Crack
- 2005 Unearthed
- 2005 Earthed
- 2010 Monsters n Mirages (Box-Set bestehend aus sieben Alben)

Singles
- 1985 This Asphalt Eden
- 1987 Fireman

Compilations, Live- und Sonderveröffentlichungen
- 2000 Acoustic & Intimate (Live)
- 2003 Freaky Conclusions
- 2009 Art, Man & Technology
- 2010 Artifacts
- 2012 Garage Sutra
- 2012 Addenda One
- 2012 Addenda Two
- 2013 Live at the Fly by Night Club
- 2014 Miscellanaea – Whispers in the Static

Live-Videos
- 2000 Acoustic & Intimate (VHS)
- 2008 Steve Kilbey Live (DVD)

### Kooperationen (Auswahl)
Hex (mit Donnette Thayer)
- 1989 Hex
- 1990 Vast Halos

Jack Frost (mit Grant McLennan)
- 1991 Jack Frost
- 1996 Snow Job

Gilt Trip (mit Russell Kilbey)
- 1997 Gilt Trip
- 2005 Egyptian Register

Isidore (mit Jeffrey Cain)
- 2004 Isidore
- 2012 Life Somewhere Else

Steve Kilbey & Martin Kennedy
- 2009 Unseen Music Unheard Words
- 2011 White Magic
- 2013 You Are Everything
- 2013 Lorelei EP
- 2015 Inside We Are the Same
- 2017 Glow and Fade
- 2018 Beyond the Blue Horizon EP
- 2021 Jupiter 13
- 2022 The Strange Life of Persephone Nimbus
- 2024 Premonition K

GB3/Steve Kilbey (mit Glenn Bennie)
- 2010 Damaged/Controlled
- 2021 Sakura Flower

Speed of the Stars (mit Frank Kearns)
- 2016 Speed of the Stars
- 2023 Speed of the Stars (Re-Release mit Bonus-Tracks)

Steve Kilbey & Gareth Koch
- 2020 Chryse Planitia
- 2020 Songs from Another Life: Music of Antiquity

Weitere
- 2005 Blank & Jones: Revealed
- 2007 Mimesis: Art Imitating Life (u. a. mit Simon Polinski)
- 2008 Esoteric Music Club (u. a. mit John Kilbey)
- 2011 Steve Kilbey & Ricky Maymi: David Neil – The Wilderness Years
- 2011 Hammock: Asleep In The Downlights EP (Song No Agenda)
- 2015 HuDost & Steve Kilbey: The Word Is...
- 2020 Kate Ceberano, Steve Kilbey & Sean Sennett: The Dangerous Age
- 2021 Steve Kilbey & The Winged Heels: The Hall of Counterfeits

## Verkaufszahlen
Es gibt keine genauen Angaben für jedes Album, von John Kilbey vom Label Karmic Hit war jedoch zu erfahren, dass pro Album zwischen 5 und 27568 Stück verkauft wurden (Stand: 18. August 2005). Die 5 könnte sich dabei auf die Fire Down Below EP beziehen, eine Testpressung, von der sowieso nur sehr wenige hergestellt wurden (Gerüchten zufolge nicht mehr als 9).